# Manon Houette
Manon Houette (n. 2 iulie 1992, în Le Mans) este o handbalistă franceză care joacă pentru clubul Metz Handball și echipa națională a Franței. Handbalista a făcut parte din echipele Franței care au câștigat medalia de argint la Jocurile Olimpice din 2016, de la Rio de Janeiro, și medalia de aur la Campionatul Mondial din 2017, desfășurat în Germania.

## Palmares

### Club
- Cupa Cupelor EHF:
  - Finalistă: 2015

- Campionatul Franței:
  -  Câștigătoare: 2015

- Cupa Franței:
  -  Câștigătoare: 2014

- Cupa Ligii Franței:
  -  Câștigătoare: 2015, 2016
  - Finalistă: 2014

### Echipa națională
Manon Houette a debutat la echipa națională a Franței pe 27 octombrie 2013, într-un meci împotriva Finlandei.
- Jocurile Olimpice:
  -  Medalie de argint: 2016

- Campionatul Mondial:
  -  Medalie de aur: 2017

- Campionatul European:
  -  Medalie de bronz: 2016

- Campionatul Mondial pentru Tineret:
  -  Medalie de argint: 2012

## Distincții individuale
- Cavaler al Ordinului Național de Merit: 1 decembrie 2016;[7]
- Cea mai bună extremă stânga din Liga Franceză de Handbal: 2013–2014, 2014–2015[8], 2015–2016;[9]
- Cea mai bună speranță din Liga Franceză de Handbal: 2012–2013;[10]
- Cea mai bună handbalistă a lunii în Liga Franceză de Handbal: ianuarie 2013[11]